# Carrer Nou (Guàrdia de Noguera)
El Carrer Nou és una via pública de Castell de Mur (Pallars Jussà) inclosa a l'Inventari del Patrimoni Arquitectònic de Catalunya.

## Descripció
Carrer medieval amb portals d'accés al nucli més antic del poble. S'encreua perpendicularment amb un altre carrer de les mateixes característiques tipològiques, formant una mena de "cardus" i "decumanus". Les façanes són de planta baixa, més dos pisos, amb portalades medievals o renaixentistes que tenen arcades de pedra de mig punt. Els murs són reblats de pedra o arrebossats.

## Història
Del 1580 hi ha la Casa Bonet. Del 1739 hi ha registrada la Casa Iusepe Gassa. El 1798 hi ha constància de la Casa del Forn Vell.